# Ferrovia Wakasa
La Ferrovia Wakasa (若桜鉄道?, Wakasa Tetsudō) è una compagnia ferroviaria del terzo settore finanziata dalla Prefettura di Tottori e da altri che ha rilevato e gestisce la linea Wakasa, l'ex linea di trasporto locale designata dalle Ferrovie Nazionali Giapponesi, nella Prefettura di Tottori. La sede centrale si trova a Wakasa, Yazu, prefettura di Tottori.

## Storia
L'azienda è stata fondata il 6 agosto 1987. Il 14 ottobre 1987 rileva la linea Wakasa dalle Ferrovie Nazionali Giapponesi.

## Linee ferroviarie
L'azienda gestisce una linea.
- Linea Wakasa (若桜線?): Koge - Wakasa	 (19,2 km, 9 stazioni)

## Materiale rotabile
Il nome delle vetture serie "WT" significa "W = Wakasa" e "T = Tottori", dal nome delle città lungo la linea dove circolano i treni della Ferrovia Wakasa.
Al 31 marzo 2017, ci sono quattro treni diesel di due serie.

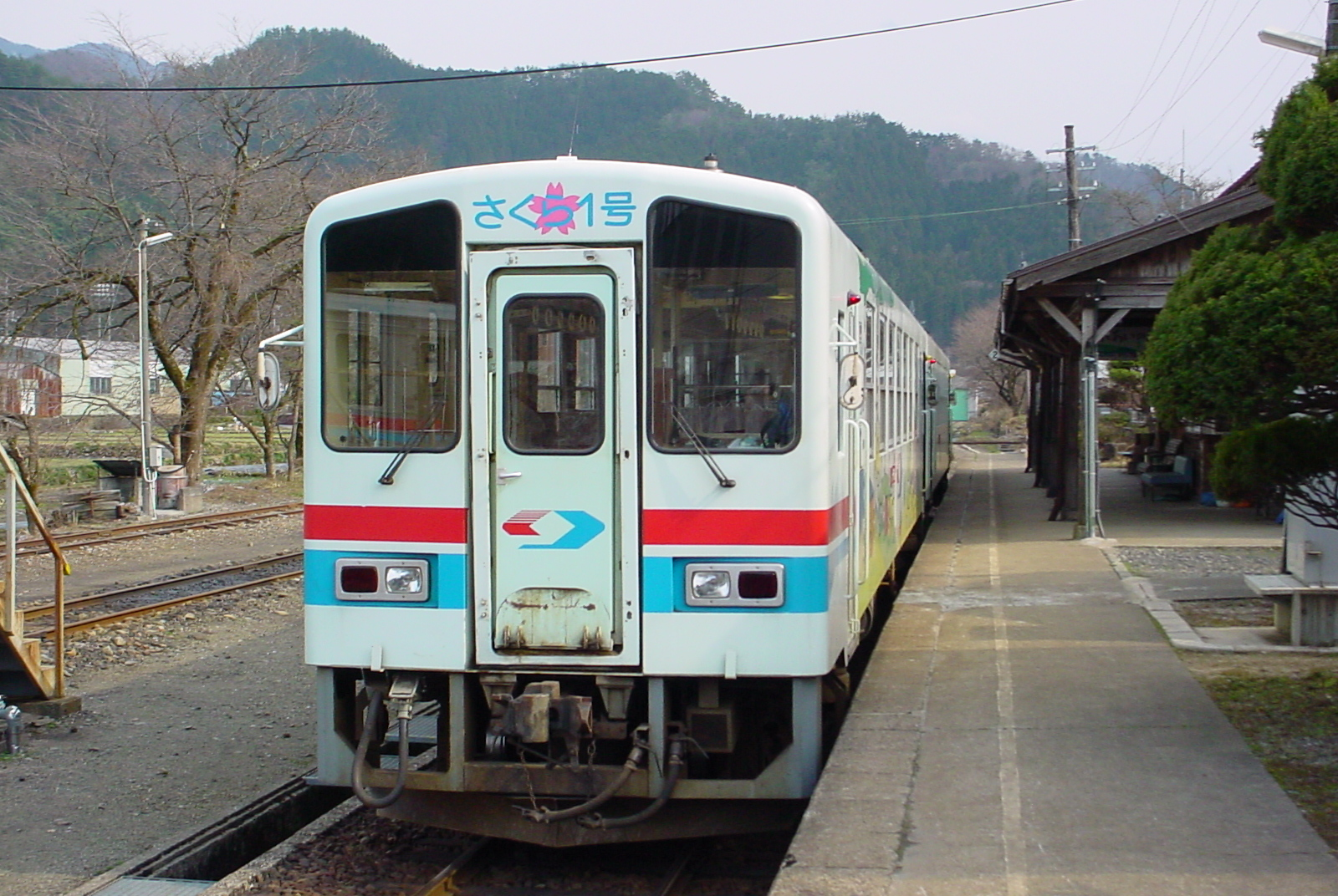
Serie WT3000
  - La tipologia WT2500 introdotta al momento dell'apertura nel 1987 (Shōwa 62) è stata rinumerata durante i lavori di rinnovamento. Tutte le vetture sono soprannominate "Sakura". Nel 2018, il WT3003 è stato convertito nel treno turistico "Shōwa-go"[2], nel 2019 il WT3001 è stato convertito nel "Yatsu-go"[3] e nel 2020 il WT3004 è stato convertito nel "Wakasa-go"[4].
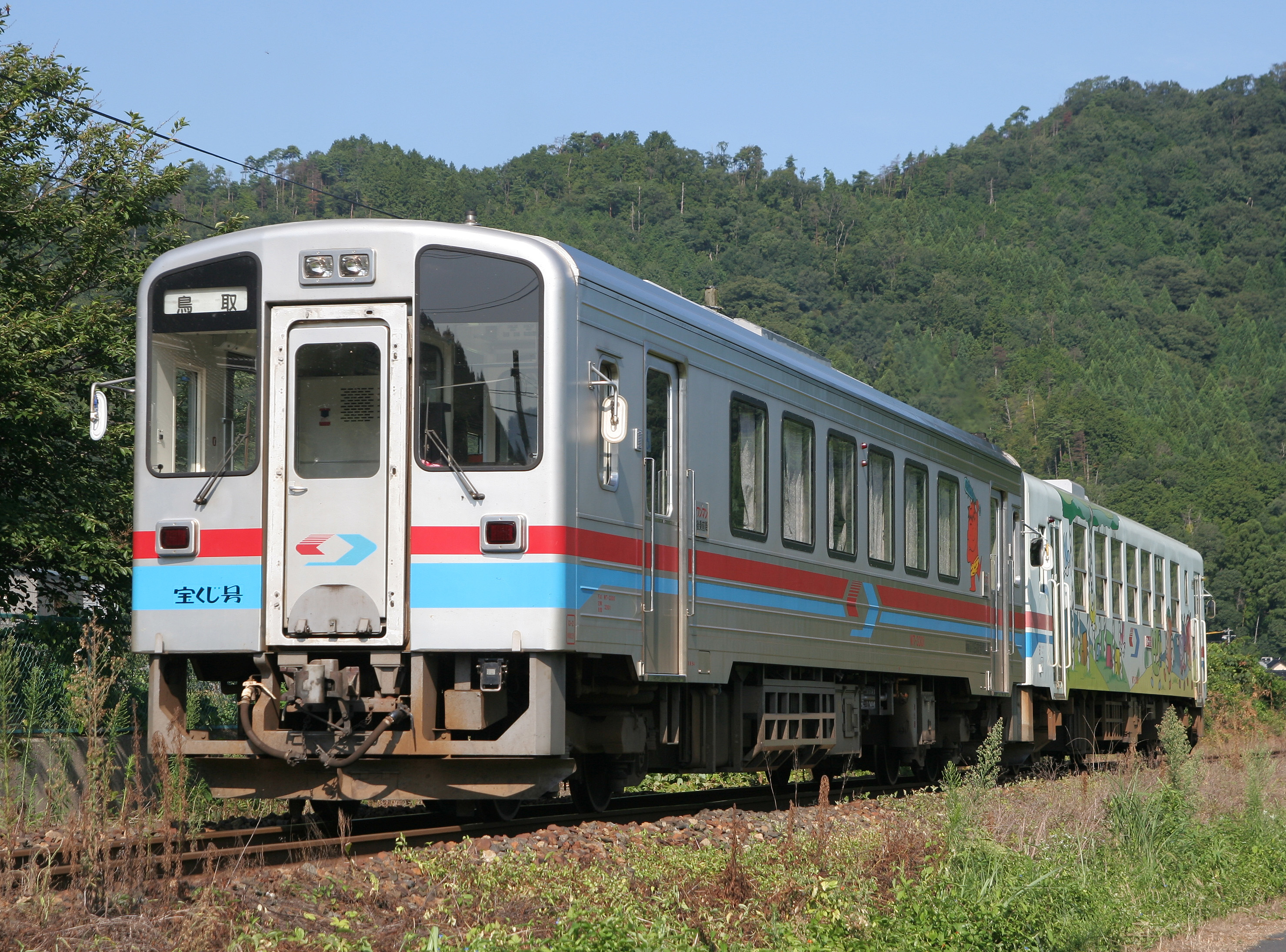
Serie WT3300

- Serie WT3000
- Serie WT3300